# Ciśnienie sprężania

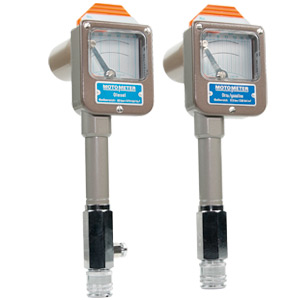
Ciśnieniomierz do pomiaru ciśnienia sprężania

Ciśnienie sprężania – ciśnienie, jakie panuje w komorze spalania silnika spalinowego tłokowego po zakończeniu suwu sprężania. Jego wartość zależy od:
- stopnia sprężania,
- kątów rozrządu (zamknięcia i otwarcia zaworów)
- parametrów termodynamicznych czynnika roboczego na wlocie do cylindra,
- współczynników napełnienia (szczególnie doładowania) i zanieczyszczenia,
- średniej wartości wykładnika politropy,
- nieszczelności:
  - między zaworami i gniazdami zaworowymi,
  - między tłokiem i cylindrem.

Nieszczelności te świadczą o zużyciu silnika, dlatego pomiar tego ciśnienia jest podstawową metodą diagnostyki silnika tłokowego.
Pomiaru ciśnienia sprężania dokonuje się przy pomocy przystosowanego do tego celu manometru, zwanego potocznie próbnikiem ciśnienia. Dla silników o zapłonie samoczynnym i silników o zapłonie iskrowym stosowane są inne konstrukcyjnie próbniki ciśnień, co wynika z innego zakresu pomiarowego.